# Sternopriscus wattsi
Sternopriscus wattsi là một loài bọ cánh cứng trong họ Bọ nước. Loài này được Pederzani miêu tả khoa học năm 1999.